# Place Aminadabu-Birara
La place Aminadabu-Birara est une voie située dans le 18e arrondissement de Paris, en France.

## Origine du nom
La voie porte le nom d'Aminadabu Birara (1926-1994), résistant rwandais contre le génocide des Tutsi.

## Historique
L’inauguration de la place Aminadabu-Birara a eu lieu le 13 mai 2022.